# ARASHI IS ALIVE!
『ARASHI IS ALIVE』とは、集英社から「MEN'S NON-NO特別編集」として、アイドルグループ「嵐」の5大ドームツアー「ARASHI Marks 2008 Dream-A-live」に完全密着し、その様子を追った写真集である。写真撮影は荒井俊哉。発売は2008年9月3日。

## 概要
写真集にはコンサート当日の様子だけでなく、リハーサルの様子やプライベートな写真、メンバーのインタビューが掲載されている。また、「arashi marks ARASHI AROUND ASIA 2008ツアー」終了までに発売された物には、付属CDとして「Re(mark)able」が収録されていた。

## 付属CD収録曲「Re(mark)able」

### 収録曲
1. Re(mark)able
All Rap presented by 櫻井翔、作詞：R.P.P、作曲・編曲：吉岡たく

### 解説
- 2008年に行われたコンサート「arashi marks ARASHI AROUND ASIA 2008」に向けての意気込みや、嵐自身を歌ったメッセージソングである。曲名は「remarkable」の「注目に値する」という意味と、「mark」を強調することで嵐自身を指し、2つの意味を合わせ「嵐に注目する」ということを意味する[要出典]。
- 3rdベスト・アルバム『5×10 All the BEST! 1999-2009』の初回限定盤特典CD「ARASHI'S Selection」、4thベスト・アルバム『ウラ嵐マニア』、6thベスト・アルバム『ウラ嵐BEST 2008-2011』に収録された。
- この曲は「Theme of ARASHI」そして「COOL & SOUL」の続編として作られたため[1]、引き続きこの曲でも、嵐のメンバー全員がラップを歌っている。メンバーの松本潤曰く、「『COOL & SOUL』よりさらにイカツい曲に仕上げてもらいました」とのこと[2]。
- この曲は嵐が2回目のアジアツアーのテーマソングとして作ったもの。1回目のアジアツアーのテーマソングは「COOL & SOUL」、このツアーのファイナルは東京ドームで新たにドームバージョンとして櫻井翔が歌詞を書き下ろし、「COOL & SOUL for DOME'07」という題名で作られた。
- この曲のラップパートのプロデュースは櫻井翔だが、この時期櫻井翔は北京オリンピックがあった為、立ち合わせ出来たのは相葉雅紀と大野智のみ。
- この曲のレコーディング映像は、DVD「ARASHI AROUND ASIA 2008 in TOKYO」に収録されている。